# Alfa Romeo C42
Alfa Romeo C42 – samochód Formuły 1, skonstruowany przez Alfę Romeo na sezon 2022. Jego kierowcami zostali Zhou Guanyu i Valtteri Bottas.

## Charakterystyka
Samochód został skonstruowany wokół nowych przepisów technicznych Formuły 1, obowiązujących od 2022 roku, obejmujących między innymi wprowadzenie efektu przyziemnego, osiemnastocalowych kół oraz znacznych zmian w elementach aerodynamicznych.
Samochód po raz pierwszy wyjechał na tor 23 lutego, kiedy to uczestniczył w tzw. dniu filmowym na torze Fiorano. Wówczas to model był pomalowany w kamuflaż. Prezentacja C42 z właściwym malowaniem nastąpiła 27 lutego.
Kierowcami zostali debiutant Zhou Guanyu oraz dawny kierowca Williamsa i Mercedesa, Valtteri Bottas. Zastąpili oni Kimiego Räikkönena i Antonio Giovinazziego.

## Wyniki
| Legenda oznaczeń w tabelach wyników Wyświetl szablon na nowej stronie | Legenda oznaczeń w tabelach wyników Wyświetl szablon na nowej stronie                                                                     |
| Oznaczenie                                                            | Wyjaśnienie |
| --------------------------------------------------------------------- | --- |
| Złoty                                                                 | Zwycięzca lub mistrzostwo |
| Srebrny                                                               | 2. miejsce lub wicemistrzostwo |
| Brązowy                                                               | 3. miejsce lub II wicemistrzostwo |
| Zielony                                                               | Ukończył, punktował (w klasyfikacji generalnej, gdy zdobył co najmniej jeden punkt na przestrzeni sezonu, poza trzema powyższymi opcjami) |
| Niebieski                                                             | Ukończył, nie punktował (w klasyfikacji generalnej, gdy nie zdobył co najmniej jednego punktu na przestrzeni sezonu)                      |
| Czerwony                                                              | Nie zakwalifikował się (NZ) |
| Czerwony                                                              | Nie prekwalifikował się (NPK) |
| Różowy                                                                | Nie ukończył (NU) |
| Różowy                                                                | Niesklasyfikowany (NS) (w klasyfikacji generalnej, gdy nie został sklasyfikowany w żadnym wyścigu sezonu)                                 |
| Czarny                                                                | Zdyskwalifikowany (DK) |
| Czarny                                                                | Wykluczony (WYK/EX) |
| Biały                                                                 | Nie wystartował (NW) |
| Biały                                                                 | Kontuzjowany (K/INJ) |
| Biały                                                                 | Wyścig odwołany (OD/C) |
| Bez koloru                                                            | Został wycofany (WYC/WD) |
| Bez koloru                                                            | Nie przybył (NP/DNA) |
| Bez koloru                                                            | Nie brał udziału w treningach (NT/DNP) |
| Bez koloru                                                            | Nie został zgłoszony (–) |
| Pogrubienie                                                           | Start z pole position |
| Kursywa                                                               | Najszybsze okrążenie wyścigu |
| †                                                                     | Nie ukończył, ale jego rezultat został zaliczony ze względu na przejechanie więcej niż 90% dystansu wyścigu.                              |
| *                                                                     | Sezon w trakcie |
| 1/2/3                                                                 | Punktowana pozycja w sprincie kwalifikacyjnym                                                                                             |
| Lista systemów punktacji Formuły 1                                    | |

| Sezon | Konstruktor        | Kierowcy        | Wyniki w poszczególnych eliminacjach | Wyniki w poszczególnych eliminacjach | Wyniki w poszczególnych eliminacjach | Wyniki w poszczególnych eliminacjach | Wyniki w poszczególnych eliminacjach | Wyniki w poszczególnych eliminacjach | Wyniki w poszczególnych eliminacjach | Wyniki w poszczególnych eliminacjach | Wyniki w poszczególnych eliminacjach | Wyniki w poszczególnych eliminacjach | Wyniki w poszczególnych eliminacjach | Wyniki w poszczególnych eliminacjach | Wyniki w poszczególnych eliminacjach | Wyniki w poszczególnych eliminacjach | Wyniki w poszczególnych eliminacjach | Wyniki w poszczególnych eliminacjach | Wyniki w poszczególnych eliminacjach | Wyniki w poszczególnych eliminacjach | Wyniki w poszczególnych eliminacjach | Wyniki w poszczególnych eliminacjach | Wyniki w poszczególnych eliminacjach | Wyniki w poszczególnych eliminacjach | Wyniki kierowców | Wyniki kierowców | Wyniki konstruktora | Wyniki konstruktora |
| 2022  |                    |                 | Bahrajn                              | Arabia Saudyjska                     | Australia                            | Emilia-Romania                       | Stany Zjednoczone                    | Hiszpania                            | Monako                               | Azerbejdżan                          | Kanada                               | Wielka Brytania                      | Austria                              | Francja                              | Węgry                                | Belgia                               | Holandia                             | Włochy                               | Singapur                             | Japonia                              | Stany Zjednoczone                    | Meksyk                               |                                      |                                      | Pkt.             | Msc.             | Pkt.                | Msc.                |
| ----- | ------------------ | --------------- | ------------------------------------ | ------------------------------------ | ------------------------------------ | ------------------------------------ | ------------------------------------ | ------------------------------------ | ------------------------------------ | ------------------------------------ | ------------------------------------ | ------------------------------------ | ------------------------------------ | ------------------------------------ | ------------------------------------ | ------------------------------------ | ------------------------------------ | ------------------------------------ | ------------------------------------ | ------------------------------------ | ------------------------------------ | ------------------------------------ | ------------------------------------ | ------------------------------------ | ---------------- | ---------------- | ------------------- | ------------------- |
| 2022  | Alfa Romeo-Ferrari | Zhou Guanyu     | 10                                   | 11                                   | 11                                   | 15                                   | NU                                   | NU                                   | 16                                   | NU                                   | 8                                    | NU                                   | 14                                   | NU                                   | 13                                   | 14                                   | 16                                   | 10                                   | NU                                   | 16                                   | 13                                   | 13                                   | 12                                   | 12                                   | 6                | 18               | 55                  | 6                   |
| 2022  | Alfa Romeo-Ferrari | Valtteri Bottas | 6                                    | NU                                   | 8                                    | 5                                    | 7                                    | 6                                    | 9                                    | 11                                   | 7                                    | NU                                   | 11                                   | 14                                   | 20                                   | NU                                   | NU                                   | 13                                   | 11                                   | 15                                   | NU                                   | 10                                   | 9                                    | 15                                   | 49               | 10               | 55                  | 6                   |